# Лискинское
Ли́скинское — село в Лискинском районе Воронежской области.
Административный центр Краснознаменского сельского поселения.

## Население
| 2010 |
| ---- |
| 1505 |

## Улицы
| - ул. 40 лет Победы, - ул. 8 Марта, - ул. 9 Мая, - ул. Берёзовая, - ул. Весенняя, - ул. Вишневая, | - ул. Западная, - ул. Мира, - ул. Молодёжная, - ул. Новосёлов, - ул. Полевая, - ул. Придонская, | - ул. Садовая, - ул. Солнечная, - ул. Строителей, - ул. Титова, - ул. Труда. |